# Servië en Montenegro op het Junior Eurovisiesongfestival 2005
Servië en Montenegro nam deel aan het Junior Eurovisiesongfestival 2005 in Hasselt, België. Het was de eerste deelname van het land op het Junior Eurovisiesongfestival. RTCG en RTS waren samen verantwoordelijk voor de bijdrage van Servië en Montenegro voor de editie van 2005.

## Selectieprocedure
De nationale finale werd beslecht tussen achttien kandidaten. Een vakjury bestaande uit zes mensen van RTS, de Servische openbare omroep, en RTCG, de Montenegrijnse staatsomroep, kreeg het leeuwendeel van de inspraak. Die koos massaal voor Filip Vučić, terwijl de zanger geen enkel punt kreeg van de tv-kijker, die overigens slechts voor 1/7 van de punten mocht zorgen via televoting. Het puntentotaal dat hij ontving van de vakjury was echter groot genoeg voor Filip Vučić om de nationale finale winnend af te sluiten, met het nummer Ljubav pa fudbal.

## Nationale finale
29 september 2005
| Plaats | Artiest                        | Lied                 | Punten |
| ------ | ------------------------------ | -------------------- | ------ |
| 1      | Filip Vučić                    | Ljubav pa fudbal     | 58     |
| 2      | Kristina Mihajlovski           | Tragom zvezda snenih | 54     |
| 3      | Sanja Jovanović                | Zvezdin sjaj         | 40     |
| 4      | Andela Durović                 | Noc puna želja       | 35     |
| 5      | Filip Trajanovski              | Ti uvek biceš moja   | 34     |
| 6      | Jovan Jovović                  | Grade moj            | 33     |
| 7      | Olivera Vitorović              | Pcelica i med        | 28     |
| 8      | Stefan Doković                 | Pesma otvara vrata   | 23     |
| 9      | Filip & Vladimir Cabak         | Neznalica            | 19     |
| 10     | Tea Kostic Janković            | U snežnoj noci       | 17     |
| 10     | Nevena Majdevać                | Da sam dobra vila    | 17     |
| 10     | Aleksandra Mitrović            | Slanik i salveta     | 17     |
| 13     | Marija Ugrica                  | Geografija           | 10     |
| 14     | Danica Zecević                 | Uzalud su snovi      | 8      |
| 15     | Darja Srecković                | Secanja              | 6      |
| 16     | Firuca Cina                    | Šta sanjaju decaci   | 3      |
| 16     | Jana Škobić & Andrea Ošterbenk | Šta je sreca         | 3      |
| 18     | Katarina Ostojić               | Košava               | 1      |

## In Hasselt
In Hasselt was Servië en Montenegro als tiende van zestien landen aan de beurt, net na Nederland en voor Letland. Aan het einde van de puntentelling stond Filip Vučić op de dertiende plaats, met 29 punten. De tien punten uit Macedonië vormden de hoogste score die het land kreeg. Aangezien Montenegro zich in het voorjaar van 2006 via een referendum uitsprak voor ontbinding van de federatie met Servië, was de deelname van het land in 2005 meteen de eerste en laatste voor Servië en Montenegro.
2005
België · Denemarken · Griekenland · Kroatië · Letland · Macedonië · Malta · Nederland · Noorwegen · Roemenië · Rusland · Servië en Montenegro · Spanje · Verenigd Koninkrijk · Wit-Rusland · Zweden